# Tornada a Aztlán
Tornada a Aztlán (In Necuepaliztli in Aztlan, títol original en nàhuatl) és una pel·lícula mexicana de ficció dirigida per Juan Mora Cattlet protagonitzada per Rodrigo Puebla, Rafael Cortés, Amado Zumaya, Socorro Avelar, de 1990. Va ser el primer llargmetratge rodat a Mèxic parlat completament en náhuatl, subtitulat a l'espanyol per a la seva exhibició.

## Argument
Al territori governat per Moctezuma el Vell hi ha una greu sequera. El governant accepta, assessorat pels seus consellers encapçalats per Tlacaelel, anar a la recerca de la deessa Coatlicue, amb la finalitat de demanar-li ajuda per evitar una catàstrofe. Un camperol, Ollin, participa en la cerca i troba Coatlicue, que li recrimina ser abandonada pels mexicas, però, així i tot, decideix ajudar-los. Els consellers de Moctezuma el Vell, de totes maneres, decideixen assassinar Ollin.

## Producció
Va ser rodada el 1990 en ubicacions dels estats d'Hidalgo i Mèxic. Va ser estrenada el 6 de novembre de 1990 a la Sala José Revueltas del Centre Cultural Universitari de la UNAM. La producció va ser a càrrec del director, Jorge Prior i Jaime Langarica, així com de les companyies Producciones Volcán, Cooperativa José Regirades, la UNAM, el Fondo de Fomento a la Calidad Cinematográfica i l'IMCINE. La fotografia és de Luc-Toni Kuhn, la direcció musical d'Antonio Zepeda, feta amb instruments d'origen mesoamericà i indígena; el so d'Ernesto Estrada i el maquillatge de Julián Piza. El guió de la pel·lícula va ser escrit per Mora Cattlet totalment en náhuatl amb assessoria d'arqueòlegs i antropòlegs, gràcies a diferents beques de la Fundació John S. Guggenheim, la UNAM, l'INAH, l'ISSSTE i altres fons oficials, després d'una recerca de cinc anys.

## Recepció
Les crítiques a l'obra van destacar el repte que va implicar al creador fer un llargmetratge en náhuatl i de la seva qualitat artística (maquillatge, ambientació, música).
El crític Nelson Carro va abordar la imaginació i el talent amb què es van recrear estèticament situacions del Mèxic prehispànic a causa de les mancances de pressupost de la pel·lícula, encara que va criticar que l'estètica del film semblava a vegades la d'un documental. Va lloar igualment la cerca d'una estètica pròpia, allunyant-se de recursos del cinema estranger, l'ús d'estètica basada en còdexs, encara que va criticar que en certs moments la trama podria resultar incomprensible “per a l'espectador no iniciat”.
La pel·lícula va ser exhibida en el Festival de Cinema Llatinoamericà de Biarritz traduïda com Retour a Aztlán, on va tenir una bona recepció, sobretot per la seva bona realització. El 1992 el director es va declarar sorprès, en entrevistes amb la premsa, pel fet que no va ser inclòs en cap cicle cinematogràfic relacionat amb el Cinquè Centenari del Descobriment d'Amèrica. La cinta va ser projectada en el Festival de Cinema de Berlín, i l'autor va demanar suport als seus amics per poder estar-hi present.
El 2006 Juan Mora va explicar que la productora de la cinta Apocalypto, de Mel Gibson, li havia sol·licitat una còpia del film i li havia pagat 9 dòlars. Va acusar, igualment, que després algunes escenes de la cinta de Gibson havien estat copiades de Retour a Aztlán.

## Premis i reconeixements
- Premi especial del jurat en el VII Festival Cinematogràfic Llatinoamericà de Trieste[10][11]